# Lawrie Reilly
Lawrie Reilly (Edimburgo, 28 de octubre de 1928 - ibídem, 22 de julio de 2013) fue un futbolista profesional escocés que jugaba en la demarcación de delantero.

## Biografía
Lawrie Reilly debutó como futbolista profesional en 1946 a los 18 años de edad con el Hibernian FC. Su primer título lo consiguió en 1948, siendo este la Premier League de Escocia, el cual revalidó en 1951 y posteriormente en 1952. Además ganó la Copa de Escocia en dos ocasiones, en 1947 y en 1958, año en el que se retiró.
Lawrie Reilly además jugó con la selección de fútbol de Escocia en 38 ocasiones, debutando en 1948 y siendo su última convocatoria en 1957, un año antes de su retiro como futbolista.
Lawrie Reilly falleció el 22 de julio de 2013 a los 84 años de edad.

## Clubes
| Club         | País    | Año         | Partidos | Goles |
| ------------ | ------- | ----------- | -------- | ----- |
| Hibernian FC | Escocia | 1946 - 1958 | 253      | 185   |

## Palmarés
- Premier League de Escocia (3): 1948, 1951, 1952
- Copa de Escocia (2): 1947, 1958